# فالدكرايبورغ
والدكرايبورغ أو فالدكرايبورغ (بالألمانية: Waldkraiburg) هي بلدة ألمانية تقع في دائرة مولدورف في ألمانيا. يقدر عدد سكانها بـ 24,263 نسمة .

## المدن التوأمة
مدينة سارتروفيل هي مدينة توأمة لـوالدكرايبورغ.

## أعلام
- لوكا جرونوالد